# Iniezione intracitoplasmatica dello spermatozoo

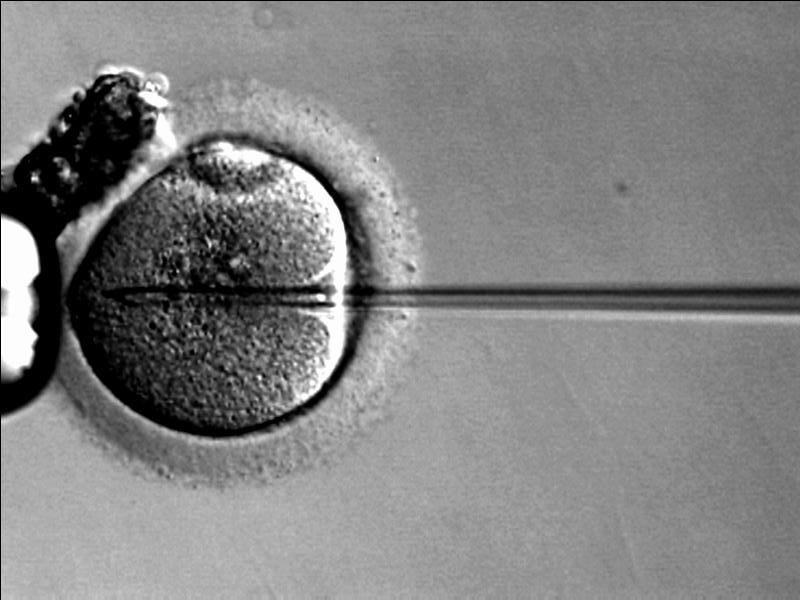
Un ovocito viene iniettato durante la procedura ICSI

L'iniezione intracitoplasmatica dello spermatozoo (in lingua inglese intracytoplasmatic sperm injection, ICSI) è una tecnica di procreazione medicalmente assistita che consiste nella microiniezione di un singolo spermatozoo, o di un suo precursore, direttamente nel citoplasma ovocitario.

## Procedura
Per procedere con la tecnica ICSI è necessario eseguire la stimolazione ovarica controllata sulla paziente in modo da ottenere ovociti maturi al momento del pick-up ovocitario.
Lo sperma viene ottenuto e capacitato in modo tale da avere una frazione contenente spermatozoi ottimali (buona morfologia, buona motilità, alta vitalità).
Ottenuti i gameti, l'embriologo utilizza una piastra di coltura, un microscopio e dei micromanipolatori per selezionare ed immobilizzare lo spermatozoo e successivamente effettuare l'iniezione intracitoplasmatica attraverso una canula.
Il giorno successivo viene valutata se sia avvenuta correttamente la fecondazione degli ovuli microiniettati, i quali verranno tenuti in coltura per 5-6 giorni (fino allo stadio di blastocisti). Le incubatrici mantengono le condizioni ottimali di temperatura, luce e umidità per la crescita embrionale. Gli embrioni sono nuovamente selezionati per il trasferimento in utero.

## Differenze con altre procedure

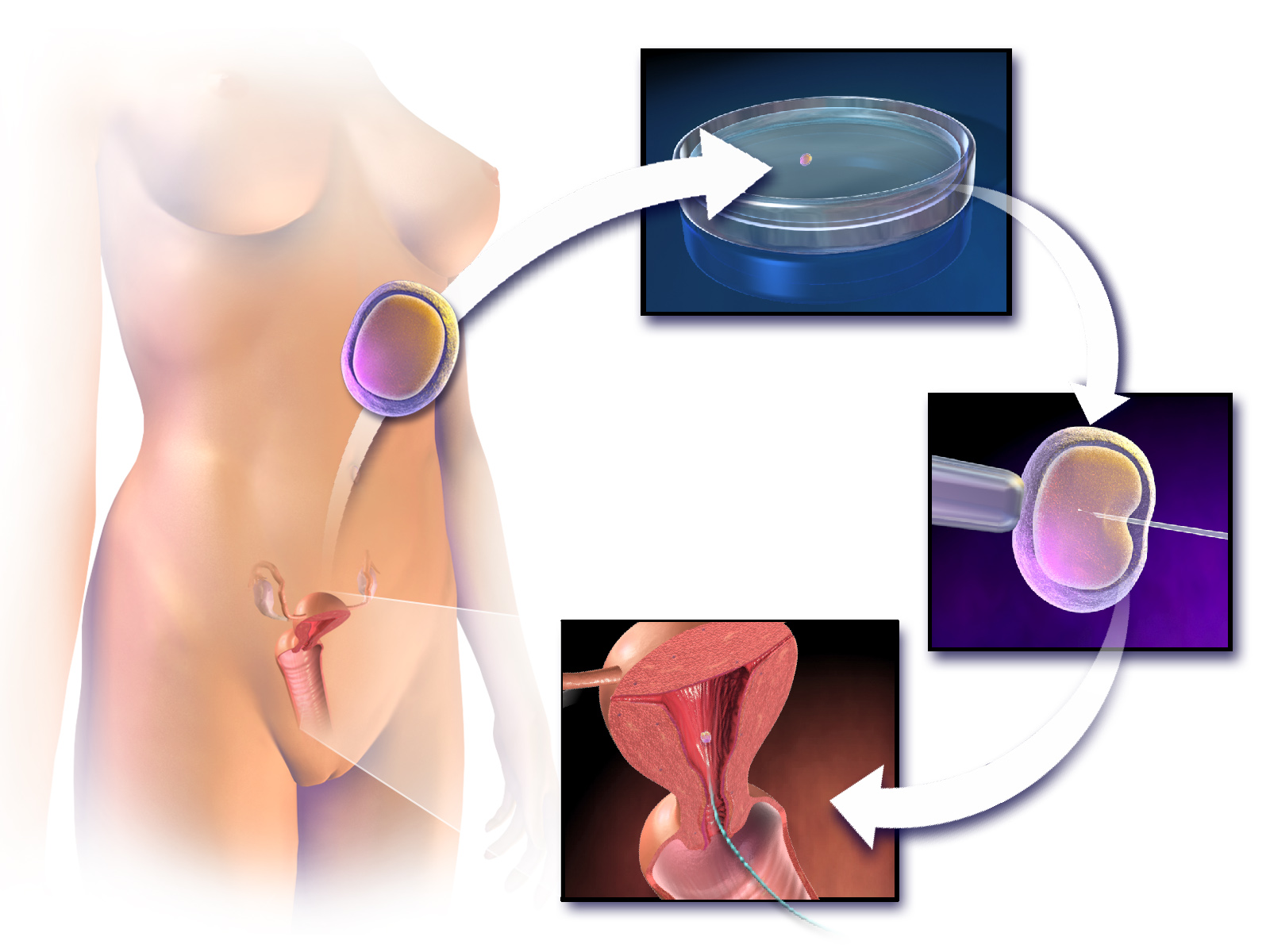
Schema che riassume la procedura di iniezione intracitoplasmatica dello spermatozoo, con successivo trasferimento dell'embrione.

Simile per procedimento alla FIVET (fecondazione in vitro e trasferimento embrionario), ma con la sostanziale differenza che nel caso dell'ICSI si superano gli ostacoli della fecondazione dell'ovocita. Infatti, mentre nella FIVET l'ovocita viene messo a contatto con gli spermatozoi, di cui uno penetra spontaneamente in vitro nell'ovocita, nella ICSI lo spermatozoo è micro-iniettato, sotto guida microscopica, all'interno dell'ovocita, mediante un macchinario chiamato micromanipolatore.
Con l'inseminazione subzonale (SUZI) messa a punto nel 1989 da Simon Fishel, Severino Antinori e Franco Lisi, si feconda circa il 17% contro il 53% circa dell'iniezione intracitoplasmatica dello spermatozoo. La SUZI può essere considerata la progenitrice della ICSI, e la prima volta in cui si inseriva uno spermatozoo all'interno di un ovocita

## Storia
Venne ideata e introdotta dal dottor Gianpiero Palermo nel 1991. All'epoca vi erano altre tecniche simili ma, osservando i buoni successi di fertilizzazione riscontrata nell'ICSI, le altre furono abbandonate. Trovò quindi largo utilizzo nella pratica clinica.

## Diffusione
Si ritiene che nel 2003 siano nati circa il 3% dei bambini della Scandinavia e l'1,7% dei bambini francesi con tale tecnica.

## Indicazioni
Tale procedura è indicata nei casi:
- Grave oligoastenoteratospermia
- FIVET provata con esiti negativi per quanto riguarda la fertilizzazione
- Sterilità immunologica
- Utilizzo di spermatozoi scongelati;
- Azoospermia ostruttiva e secretiva (spermatozoi testicolari o epididimari);
- Uomini che si sono sottoposti a vasectomia
- Malattie infettive

## Vantaggi
Grazie a tale tecnica anche gravi condizioni di infertilità risultano essere trattabili, anche quei casi in cui il numero e la mobilità degli spermatozoi risultano a livelli minimali.

## Rischi
Molti studi si sono fatti per comprendere l'incidenza di malformazioni al momento della nascita, esse comprendono difetti cardiovascolari, urogenitali (come ipogonadismo), muscoloscheletrici, ma vi sono opinioni contrastanti. Esse sono state attribuite al fatto che la procedura utilizza spermatozoi che possono avere danni ai cromosomi nel 10-15% dei casi.

## Legislazione italiana
La ICSI è una tecnica di Secondo livello, ai sensi della legge 40/2004, che ne regola con le sue linee guida, l'applicazione presso Centri autorizzati e iscritti nel Registro Nazionale Procreazione Medicalmente Assistita presso l'Istituto Superiore di Sanità.